# Wilhelm Nestle
Wilhelm Albrecht Nestle (Stuttgart, 16 de abril de 1865 - íb., 18 de abril de 1959) fue un filólogo clásico alemán.

## Biografía
Wilhelm Nestle fue el único hijo de Christian Gottlieb Nestle, procurador del tribunal supremo (fallecido en 1879), y de Maria Christiane Steudel (fallecida en 1889), que habían tenido otros hijos en matrimonios anteriores. Tras su periodo escolar, Nestle estudió Filología clásica, Filosofía e Historia en la Universidad de Tubinga y en la Universidad Humboldt de Berlín. Fue discípulo, entre otros, de Alfred von Gutschmid y Erwin Rohde. En 1888 superó el examen de profesorado y en 1889 se doctoró en Filosofía en Tubinga; ingresó en el servicio escolar de Wurtemberg, cambiando con frecuencia de puestos; entre otros, trabajó en Heilbronn, Tubinga, Stuttgart, Maulbronn y Ulm. Allí se casó en 1899 con Klara Neuffer y emprendió, en el mismo año, viajes de estudios a Grecia e Italia. En 1900, asumió un puesto de preceptor en Schwäbisch Hall. En esa ciudad publicó la primera de muchas obras: Euripides, der Dichter der griechischen Aufklärung (Eurípides, el poeta de la Ilustración griega), que le mereció la llamada en 1902 como profesor en el seminario teológico evangelista de Schöntal, donde dio clases durante seis años. De 1909 a 1913 fue director de estudios superiores en el Karlsgymnasium de Stuttgart; de 1913 a 1919 fue rector del Heilbronner Karlsgymnasiums, tras lo cual regresó al Karlsgymnasium de Stuttgart como tercer rector. Jubilado en 1932, fue nombrado profesor honorífico de filosofía griega en la Universidad de Tubinga. Siguiendo a la publicación de numerosos escritos filológicos, en 1940 y 1944 aparecieron sus obras principales: Vom Mythos zum Logos, die Selbstentfaltung des griechischen Denkens von Homer bis auf die Sophistik und Sokrates (Del mythos al logos: El autodespliegue del pensamiento griego desde Homero hasta la sofística y Sócrates) y Griechische Geistesgeschichte von Homer bis Lukian in ihrer Entfaltung vom mythischen zum rationalen Denken dargestellt (Historia del espíritu griego desde Homero hasta Luciano, expuesta en su desarrollo desde el pensamiento mítico hasta el racional). En 1947 la Universidad de Heidelberg le otorgó el Premio Kuno Fischer por Vom Mythos zum Logos. En la misma fecha Nestle comenzó a volverse ciego. Falleció a los noventa y cuatro años.

## Obra
La extensión de la obra de Nestle se calcula, en la bibliografía publicada por su hijo en 1965 con motivo del centenario de su nacimiento, en 34 libros independientes, 212 artículos y tratados para revistas y periódicos así como 628 recensiones. En su legado póstumo se hallan sin duda muchos otros manuscritos inéditos. El centro de gravedad de su obra lo configuran, empezando ya por su primera obra de 1903, los escritos sobre filosofía griega, entre los que se cuentan la publicación en 1913, en colaboración con Otto Crusius, del tercer tomo de los Philologica de Friedrich Nietzsche y una serie de obras fundamentales, como la colección en cuatro tomos Die griechischen Philosophen (Los filósofos griegos), la obra Griechische Religiosität in ihren Grundzügen und Hauptvertretern (La religiosidad griega en sus rasgos característicos y sus principales representantes, en tres volúmenes), así como una Geschichte der griechischen Literatur (Historia de la literatura griega). Sus obras principales, aparecidas tardíamente en 1940 y 1944, las mencionadas Vom Mythos zum Logos, die Selbstentfaltung des griechischen Denkens von Homer bis auf die Sophistik und Sokrates y Griechische Geistesgeschichte von Homer bis Lukian in ihrer Entfaltung vom mythischen zum rationalen Denken dargestellt, son el resultado de sus estudios griegos realizados a lo largo de varias décadas. A su obra tardía pertenecen también algunos escritos teológicos, como Die Krisis des Christentums, ihre Ursache, ihr Werden und ihre Bedeutung (La crisis del cristianismo, su causa, su evolución y su significado), de 1947.

## Obras (selección)
- Funde antiker Münzen im Königreich Württemberg. Hrsg. von der Württembergischen Kommission für Landesgeschichte. Stuttgart, Kohlhammer, 1893.
- Euripides, der Dichter der griechischen Aufklärung, 1901. Reimpr. 1969, 1985.
- Vorsokratiker in Auswahl übersetzt und herausgegeben. 1908. 3ª edic., 1929.
- Coeditor, con O. Crusius, de Friedrich Nietzsche, Werke, tomo 19 (Philologica III), 1913.
- Edición y revisión de Philosophie der Griechen in ihrer geschichtlichen Entwicklung de Eduard Zeller. 6ª edic. 1919; 7ª, 1922; tomo II, 1920.
- Edición y revisión de Grundriß der Geschichte der griechischen Philosophie, de Eduard Zeller. 12.ª edic., 1920; 13.ª, 1928; versión inglesa, 1931.
- Die Sokratiker. 1922.
- Die Nachsokratiker. 2 vols., 1922-1923.
- Geschichte der griechischen Literatur. 1923. 2ª edic. 1942-1943. 3ª edic. 1961-1963, reelaborada por W. Liebich. Trad. española en 1930.
- Die griechische Religiosität in ihren Grundzügen und Hauptvertretern von Homer bis Proklos. 1930-1934.
- Platons Hauptwerke. Selección, trad. e introducción de obras de Platón. Leipzig, Alfred Kröner, 1931. 1934; 4ª edic. 1942.
- Aristoteles. Hauptwerke. Stuttgart, Alfred Kröner Verlag, 1935. 4ª edic., 1952.
- Vom Mythos zum Logos. Die Selbstentfaltung des griechischen Denkens von Homer bis auf die Sophistik und Sokrates. 1940. 2ª edic. 1942. Reimpr. 1975, 1986.
- Griechische Geistesgeschichte von Homer bis Lukian in ihrer Entfaltung vom mythischen zum rationalen denken dargestellt. 1944. Reimpr., 1949, 1956.
- Griechische Weltanschauung in ihrer Bedeutung für die Gegenwart, Vorträge und Abhandlungen. Stuttgart, Hannsmann, 1946. Reimpr., 1969.
- Die Krisis des Christenthums in der modernen Welt, ihre Ursache, ihr Werden und ihre Bedeutung. 1947.
- Griechische Lebensweisheit und Lebenskunst; aus den Quellen zusammengestellt, übersetzt und mit einem Nachwort versehen. Stuttgart, Hädecke, 1949.
- Die griechischen Philosophen in Auswahl übersetzt und herausgegeben. Reimpr. 1968-1969.

### Traducciones al español
- Historia de la literatura griega. Trad. de Eustaquio Echauri. Barcelona, Labor, 1930; 2ª edic. 1944.
- Historia del espíritu griego desde Homero hasta Luciano. Barcelona, Ariel, 1961, 1975.